# Episodi di SOKO - Misteri tra le montagne (settima stagione)
La settima stagione della serie televisiva SOKO - Misteri tra le montagne è stata trasmessa in anteprima in Austria da ORF 1 tra l'8 gennaio 2008 e il 6 maggio 2008.
| nº | Titolo originale      | Titolo italiano | Prima TV Austria | Prima TV Italia |
| -- | --------------------- | --------------- | ---------------- | --------------- |
| 1  | Todbringendes Erbe    |                 | 8 gennaio 2008   |                 |
| 2  | Mordkomplott          |                 | 15 gennaio 2008  |                 |
| 3  | Kitz-Extrem           |                 | 22 gennaio 2008  |                 |
| 4  | Amnesie               |                 | 29 gennaio 2008  |                 |
| 5  | Diamantenmord         |                 | 12 febbraio 2008 |                 |
| 6  | Der Alpenkönig        |                 | 19 febbraio 2008 |                 |
| 7  | Das Spiel ist aus     |                 | 26 febbraio 2008 |                 |
| 8  | Schreckliche Wahrheit |                 | 4 marzo 2008     |                 |
| 9  | Tödliche Geschäfte    |                 | 11 marzo 2008    |                 |
| 10 | Kahlschlag            |                 | 18 marzo 2008    |                 |
| 11 | Hochzeitsglocken      |                 | 25 marzo 2008    |                 |
| 12 | Schatting             |                 | 1º aprile 2008   |                 |
| 13 | Anatomie eines Mordes |                 | 8 aprile 2008    |                 |
| 14 | Ein Tod, ein Leben    |                 | 15 aprile 2008   |                 |
| 15 | Fuchs... tot!         |                 | 22 aprile 2008   |                 |
| 16 | Geradewegs in den Tod |                 | 29 aprile 2008   |                 |
| 17 | Intensivstation       |                 | 6 maggio 2008    |                 |